# Pedro Pizarro
Pedro Pizarro (ur. ok. 1515, zm. ok. 1602) – hiszpański kronikarz i konkwistador, kuzyn Francisco Pizarro, autor kroniki Relación del descubrimiento y conquista de los reinos del Perú ukończonej w 1571 roku.
Pedro Pizarro urodził się ok. 1515 w hiszpańskim Toledo jako kuzyn Francisco Pizarro i jego braci Gonzalo, Hernando i Juana. Gdy Francisco Pizarro wyruszał na swoją trzecią wyprawę do państwa Inków, dołączyli do niego bracia i kuzyn Pedro. Wyprawa wyruszyła z Sanlúcar de Barrameda w lutym 1530 roku i dotarła do Tumbes w dzisiejszym Peru w styczniu 1531 roku. Pedro był początkowo paziem Francisco, ale od ok. 1533 roku został żołnierzem kawalerii. Jako kawalerzysta brał udział w większości istotnych wydarzeń w czasie podboju Peru, głównie w czasie kampanii przeciw Manco Inca.
Pedro Pizarro walczył 26 kwietnia 1538 roku pod Las Salinas przeciw Diego de Almagro, rywalowi i byłemu wspólnikowi Francisco. Był jednym z założycieli miasta Arequipa (15 sierpnia 1540). W 1541 roku Francisco Pizarro został zamordowany, Pedro walczył wówczas przeciw zabójcom, m.in. pod Chupas 16 września 1542 roku pod dowództwem Cristóbala Vaca de Castro. Gdy Gonzalo Pizarro zbuntował się przeciw hiszpańskiej koronie, Pedro odmówił krewnemu udziału w rebelii. Równocześnie jednak list do Gonzalo z 18 grudnia 1546 roku podważa jego lojalność wobec króla i pokazuje pewne wahania, prawdopodobnie o podłożu materialnym. List ten został przechwycony przez Pedro de la Gasca, którego hiszpańskie władze przysłały do Peru w celu stłumienia powstania. La Gasca użył go jako pretekstu, by odmówić Pedro nagrody za udział w bitwie pod Xaquixaguana, gdzie Gonzalo został 9 kwietnia 1548 roku pokonany.
28 listopada 1538 Pedro otrzymał od Francisco Pizarro ziemię i robotników w Arequipa, Tacna i innych regionach; także w późniejszym okresie otrzymywał różne nadania.
Pedro Pizarro żenił się dwukrotnie, z Maríą Cornejo i drugą, nieznaną z imienia kobietą. Jego córką była Isabel Pizarro, w późniejszym wieku miał również inne, liczne potomstwo. Okoliczności śmierci Pedro Pizarro nie są znane. Na pewno miało to miejsce po 1571 roku (do tego roku jest doprowadzona jego kronika) lub po 1602 roku – w tym roku wicekról Luis de Velasco y Castilla uczynił na rzecz Pedro nadanie. Nie ma jednak pewności, czy drugie zdarzenie nie dotyczyło jednego z synów kronikarza, również noszącego to imię.
Oryginał jego kroniki niegdyś znajdował się w Biblioteca Nacional de España, obecnie jest zaginiony.

## Literatura
- Means, Philip Ainsworth. „Chronology”. W: Pedro Pizarro, Relation of the discovery and conquest of the kingdoms of Peru. New York: The Cortes Society, 1921, s. 117–129. (ang.)
- Means, Philip Ainsworth. „Introduction”. W: Pedro Pizarro, Relation of the discovery and conquest of the kingdoms of Peru. New York: The Cortes Society, 1921, pp. ss–116. (ang.)
- Pease, Franklin. Las crónicas y los Andes. Lima: FCE/PUCP, 1995. (hiszp.)